# Temporada 1995 del Campeonato Mundial de Rally
La temporada 1995 fue la edición 23º del Campeonato Mundial de Rally. Comenzó el 22 de febrero con el Rally de Montecarlo y finalizó el 22 de noviembre en el Rally de Gran Bretaña. 
La FIA sancionó al equipo Toyota en el Rally de Gran Bretaña por una ilegalidad en el turbo de los Toyota Celica, le retiró todos los puntos de ambos campeonatos y le prohibió participar los dos años siguientes. El piloto español Carlos Sainz que militaba en Subaru y había fichado por Toyota para 1996, se quedó sin equipo por lo que tuvo que buscarse uno al final de la temporada.

## Calendario
| Ronda | Fecha               | Rally                  | Resultados |
| ----- | ------------------- | ---------------------- | ---------- |
| 1     | 22–26 de enero      | Rally de Montecarlo    | Resultados |
| 2     | 10–12 de febrero    | Rally de Suecia        | Resultados |
| 3     | 8–10 de marzo       | Rally de Portugal      | Resultados |
| 4     | 3–5 de mayo         | Rally de Córcega       | Resultados |
| 5     | 27–30 de julio      | Rally de Nueva Zelanda | Resultados |
| 6     | 15–18 de septiembre | Rally de Australia     | Resultados |
| 7     | 23–25 de octubre    | Rally Cataluña         | Resultados |
| 8     | 19–22 de noviembre  | Rally de Gran Bretaña  | Resultados |

## Equipos
| Equipo                      | Constructor | Vehículo                        | Neumático | N.º | Piloto                | Rondas    |
| --------------------------- | ----------- | ------------------------------- | --------- | --- | --------------------- | --------- |
| Toyota Castrol Team         | Toyota      | Celica GT-Four Celica Turbo 4WD | Michelin  | 1   | Didier Auriol         | 1-8       |
| Toyota Castrol Team         | Toyota      | Celica GT-Four Celica Turbo 4WD | Michelin  | 2   | Juha Kankkunen        | 1-8       |
| Toyota Castrol Team         | Toyota      | Celica GT-Four Celica Turbo 4WD | Michelin  | 3   | Armin Schwarz         | 1-8       |
| Toyota Castrol Team         | Toyota      | Celica GT-Four Celica Turbo 4WD | Michelin  | 14  | Thomas Rådström       | 2         |
| Toyota Castrol Team         | Toyota      | Celica GT-Four Celica Turbo 4WD | Michelin  | 14  | Yoshio Fujimoto       | 5–6, 8    |
| Toyota Castrol Team         | Toyota      | Celica GT-Four Celica Turbo 4WD | Michelin  | 15  | Tomas Jansson         | 2         |
| Toyota Castrol Team         | Toyota      | Celica GT-Four Celica Turbo 4WD | Michelin  | 16  | Neal Bates            | 6         |
| 555 Subaru World Rally Team | Subaru      | Impreza 555                     | Pirelli   | 4   | Colin McRae           | All       |
| 555 Subaru World Rally Team | Subaru      | Impreza 555                     | Pirelli   | 5   | Carlos Sainz          | 1–4, 6–8  |
| 555 Subaru World Rally Team | Subaru      | Impreza 555                     | Pirelli   | 6   | Piero Liatti          | 1, 4, 7   |
| 555 Subaru World Rally Team | Subaru      | Impreza 555                     | Pirelli   | 6   | Mats Jonsson          | 2         |
| 555 Subaru World Rally Team | Subaru      | Impreza 555                     | Pirelli   | 6   | Richard Burns         | 3, 8      |
| 555 Subaru World Rally Team | Subaru      | Impreza 555                     | Pirelli   | 6   | Peter 'Possum' Bourne | 5–6       |
| 555 Subaru World Rally Team | Subaru      | Impreza 555                     | Pirelli   | 14  | Richard Burns         | 5         |
| R.A.S. Ford                 | Ford        | Ford Escort RS Cosworth         | Michelin  | 7   | François Delecour     | 1-8       |
| R.A.S. Ford                 | Ford        | Ford Escort RS Cosworth         | Michelin  | 8   | Bruno Thiry           | 1-8       |
| R.A.S. Ford                 | Ford        | Ford Escort RS Cosworth         | Michelin  | 9   | Stig Blomqvist        | 2         |
| R.A.S. Ford                 | Ford        | Ford Escort RS Cosworth         | Michelin  | 9   | Alex Fiorio           | 3         |
| R.A.S. Ford                 | Ford        | Ford Escort RS Cosworth         | Michelin  | 9   | Patrick Bernardini    | 4         |
| R.A.S. Ford                 | Ford        | Ford Escort RS Cosworth         | Michelin  | 9   | Neil Allport          | 5         |
| R.A.S. Ford                 | Ford        | Ford Escort RS Cosworth         | Michelin  | 9   | Malcolm Wilson        | 8         |
| Team Mitsubishi Ralliart    | Mitsubishi  | Lancer Evo 2 Lancer Evo 3       | Michelin  | 10  | Kenneth Eriksson      | 2, 5–6, 8 |
| Team Mitsubishi Ralliart    | Mitsubishi  | Lancer Evo 2 Lancer Evo 3       | Michelin  | 10  | Isolde Holderied      | 3–4       |
| Team Mitsubishi Ralliart    | Mitsubishi  | Lancer Evo 2 Lancer Evo 3       | Michelin  | 11  | Tommi Mäkinen         | 1–2, 4–8  |
| Team Mitsubishi Ralliart    | Mitsubishi  | Lancer Evo 2 Lancer Evo 3       | Michelin  | 11  | Jorge Recalde         | 3         |
| Team Mitsubishi Ralliart    | Mitsubishi  | Lancer Evo 2 Lancer Evo 3       | Michelin  | 12  | Andrea Aghini         | 1, 4, 7   |
| Team Mitsubishi Ralliart    | Mitsubishi  | Lancer Evo 2 Lancer Evo 3       | Michelin  | 12  | Kenneth Bäcklund      | 2         |
| Team Mitsubishi Ralliart    | Mitsubishi  | Lancer Evo 2 Lancer Evo 3       | Michelin  | 12  | Rui Madeira           | 3, 8      |
| Team Mitsubishi Ralliart    | Mitsubishi  | Lancer Evo 2 Lancer Evo 3       | Michelin  | 12  | Ed Ordynski           | 5–6       |
| Team Mitsubishi Ralliart    | Mitsubishi  | Lancer Evo 2 Lancer Evo 3       | Michelin  | 14  | Rui Madeira           | 1, 4–7    |
| Team Mitsubishi Ralliart    | Mitsubishi  | Lancer Evo 2 Lancer Evo 3       | Michelin  | 15  | Jorge Recalde         | 4–6       |
| Team Mitsubishi Ralliart    | Mitsubishi  | Lancer Evo 2 Lancer Evo 3       | Michelin  | 26  | Isolde Holderied      | 1, 5–8    |

## Resultados

### Campeonato de Pilotos
| Pos. | Piloto                | MON | SWE | POR | FRA | NZL  | AUS | ESP | GBR | Pts |
| ---- | --------------------- | --- | --- | --- | --- | ---- | --- | --- | --- | --- |
| 1    | Colin McRae           | Ret | Ret | 3   | 5   | 1    | 2   | 2   | 1   | 90  |
| 2    | Carlos Sainz          | 1   | Ret | 1   | 4   | Les. | Ret | 1   | 2   | 85  |
| DSQ  | Juha Kankkunen        | 3   | 4   | 2   | 10  | 3    | 3   | Ret |     | 62  |
| DSQ  | Didier Auriol         | Ret | 5   | 5   | 1   | 2    | Ret | DSQ |     | 51  |
| 3    | Kenneth Eriksson      |     | 1   |     |     | 5    | 1   |     | Ret | 48  |
| 4    | François Delecour     | 2   | Ret | Ret | 2   | 6    | Ret | 4   | Ret | 46  |
| 5    | Tommi Mäkinen         | 4   | 2   |     | 8   | Ret  | 4   | Ret | Ret | 38  |
| 6    | Bruno Thiry           | 5   | 6   | 6   | Ret | Ret  | 6   | Ret | 5   | 34  |
| DSQ  | Armin Schwarz         | Ret | 9   | 4   | Ret | 4    | 5   | Ret |     | 30  |
| 7    | Andrea Aghini         | 6   |     |     | 3   |      |     | 5   |     | 26  |
| 8    | Piero Liatti          | 8   |     |     | 6   |      |     | 3   |     | 21  |
| 9    | Richard Burns         |     |     | 7   |     | Ret  |     |     | 3   | 16  |
| DSQ  | Thomas Rådström       |     | 3   |     |     |      |     |     |     | 12  |
| 10   | Alister McRae         |     |     |     |     |      |     |     | 4   | 10  |
| 11   | Rui Madeira           | 12  |     | 9   | 18  | 10   | Ret | 11  | 7   | 7   |
| 12   | Gustavo Trelles       |     |     |     |     |      |     | 6   |     | 6   |
| 12   | Gwyndaf Evans         |     |     |     |     |      |     |     | 6   | 6   |
| 14   | Jean Ragnotti         | 7   |     |     | 11  |      |     |     |     | 4   |
| 14   | Stig Blomqvist        |     | 7   |     |     |      |     |     | 21  | 4   |
| 14   | Patrick Bernardini    |     |     |     | 7   |      |     |     |     | 4   |
| 14   | Peter 'Possum' Bourne |     |     |     |     | 7    | Ret |     |     | 4   |
| 14   | Yoshio Fujimoto       |     |     |     |     | 27   | 7   |     |     | 4   |
| 14   | Oriol Gómez           |     |     |     |     |      |     | 7   |     | 4   |
| 20   | Jorge Recalde         |     |     | 10  | 20  | 9    | 10  |     |     | 4   |
| 21   | Tomas Jansson         |     | 8   |     |     |      |     |     |     | 3   |
| 21   | Alex Fiorio           |     |     | 8   |     |      |     |     |     | 3   |
| 21   | Neil Allport          |     |     |     |     | 8    |     |     |     | 3   |
| 21   | Ed Ordynski           |     |     |     |     | 11   | 8   |     |     | 3   |
| 21   | Andrea Navarra        |     |     | 17  | Ret | Ret  | 17  | 8   | Ret | 3   |
| 21   | Jarmo Kytölehto       |     | 14  |     |     |      |     |     | 8   | 3   |
| 27   | Philippe Camandona    | 9   |     | Ret |     |      |     |     |     | 2   |
| 27   | Philippe Bugalski     | Ret |     |     | 9   |      |     |     |     | 2   |
| 27   | Neal Bates            |     |     |     |     |      | 9   |     |     | 2   |
| 27   | Josep Bassas          |     |     |     |     |      |     | 9   |     | 2   |
| 27   | Masao Kamioka         |     |     | 12  |     |      | 11  |     | 9   | 2   |
| 32   | Isolde Holderied      | 10  |     | 11  | 19  | Ret  | 19  | Ret | 14  | 1   |
| 32   | Kenneth Bäcklund      |     | 10  |     |     |      |     |     |     | 1   |
| 32   | Yvan Postel           | 14  |     |     | Ret |      |     | 10  |     | 1   |
| 32   | Alain Oreille         |     |     |     |     |      |     |     | 10  | 1   |

### Campeonato de Constructores
| Pos. | Constructor | MON | SWE | POR | FRA | NZL | AUS | ESP | GBR | Pts |
| ---- | ----------- | --- | --- | --- | --- | --- | --- | --- | --- | --- |
| 1    | Subaru      | 46  | 0   | 60  | 39  | 48  | 29  | 64  | 64  | 350 |
| 2    | Mitsubishi  | 36  | 64  | 32  | 36  | 31  | 56  | 33  | 19  | 307 |
| DSQ  | Toyota      | 25  | 46  | 50  | 42  | 54  | 43  | 0   |     | 260 |
| 3    | Ford        | 47  | 28  | 26  | 42  | 26  | 15  | 21  | 18  | 223 |

### Campeonato de Producción
| Pos | Piloto           | Puntos |
| --- | ---------------- | ------ |
| 1   | Rui Madeira      | 69     |
| 2   | Jorge Recalde    | 40     |
| 3   | Isolde Holderied | 32     |
| 4   | Masao Kamioka    | 22     |
| 5   | Ed Ordynski      | 22     |

- [1]